# Amblychirus
Amblychirus (лат.) — род жуков из семейства чернотелок (триба Platynotini). Известно 3 вида.

## Распространение
Встречаются в южной Африке: ЮАР и Лесото.

## Описание
Жуки чёрного цвета, длина тела 14 — 17 мм. 7 — 11-й членики усиков немного расширенные. Скутеллюм широкий. Бока пронотума округлые. Надкрылья с 9 рядами бороздок. Крылья редуцированы. В составе рода 3 вида, которые ранее рассматривались в составе рода Trigonopus. Род включают в состав трибы Platynotini из подсемейства Blaptinae (ранее их рассматривали в составе подсемейства Tenebrioninae) и он близок к роду Claudegirardius.
- Amblychirus brevior (Fairmaire, 1897)
  - =Trigonopus brevior Fairmaire, 1897
- Amblychirus pseudobrevior Iwan, 1997
- Amblychirus tenebrosus (Mulsant & Rey, 1853)
  - =Trigonopus tenebrosus Mulsant & Rey, 1853